# Johann Joseph Langenhöffel

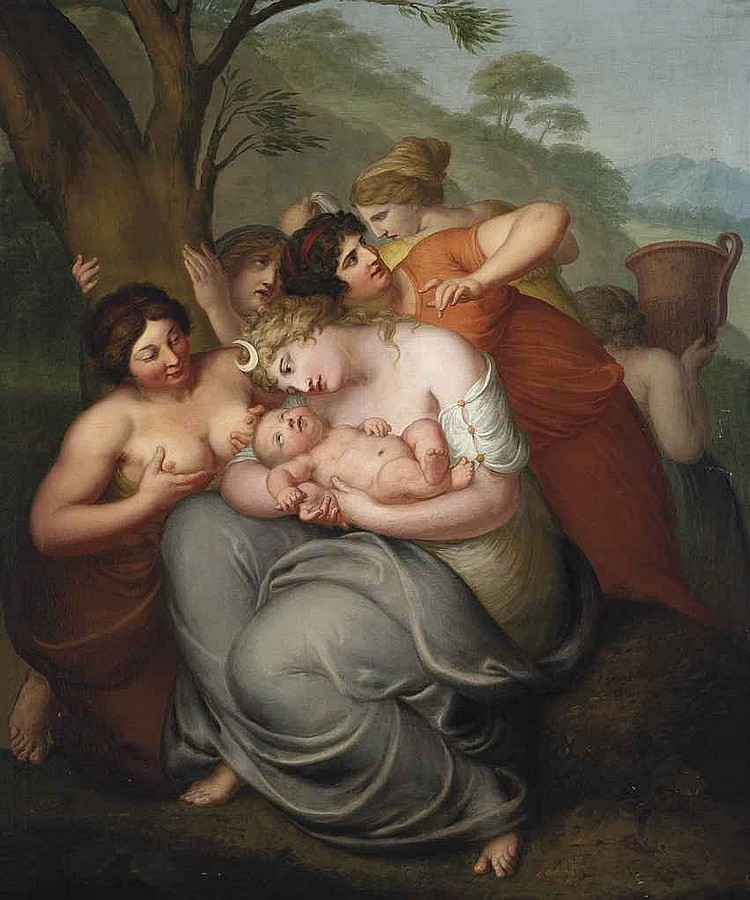
Diana mit einem Kind von Nymphen umgeben

Johann Joseph Friedrich Langenhöffel (* 1750 in Düsseldorf; † 31. Dezember 1807 in Wien) war ein deutscher Maler und Zeichner, Radierer und Kupferstecher.

## Leben
Nach seiner Ausbildung an der Kunstakademie Düsseldorf bei Lambert Krahe spezialisierte sich Langenhöffel auf die Radierung italienischer Meisterwerke. Später arbeitete er für den Prinzen Wilhelm V. von Oranien in Den Haag. Ab 1782 war er kurpfalz-bayerischer Hofmaler zu Mannheim. Mindestens in den Jahren 1795 bis 1799 arbeitete er für die Chalkographische Gesellschaft zu Dessau und war deren technischer Direktor. Zuletzt übersiedelte er als deren Direktor an die Akademie der bildenden Künste nach Wien.

## Werke (Auswahl)

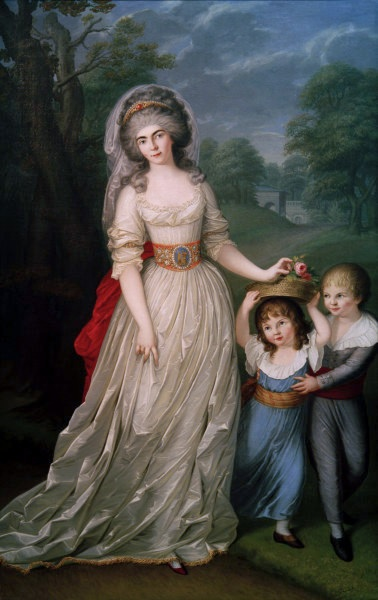
Auguste Wilhelmine, erste Gemahlin von König Max I. von Bayern

- Friedrich Carl von Moser, Johann Joseph Langenhöffel, Aegid Verhelst, Christian Friedrich Schwan: Fabeln Mit einer Kupfertafel. Schwan, Mannheim 1786, Abbildung Titelseite (uni-goettingen.de).
- Studien für academische Zeichner. Verlag der Chalcographischen Gesellschaft zu Dessau 1799 und beim Industrie-Comptoir, Weimar 1800; 2. Auflage Weimar 1810. – Die Studien für akademische Zeichner sind nach klassischen Originalen gezeichnet und in Crayon-Manier bearbeitet.
- Verzeichniß der vornehmsten Kunstwörter zum Nutzen der angehenden und mancher nicht angehenden Maler: aus verschiedenen Sprachen zusammengetragen von Johann Joseph Langenhöffel. Wallishausser, Wien 1803 (books.google.de).